# 千葉美鈴
千葉 美鈴（ちば みすず）は、日本の脚本家、漫画原作者、小説家。ディプレックス所属。北海道出身。
モデルエージェンシーのマネジメントや金融業を経て、2005年に脚本家デビュー。2023年5月10日、日本脚本家連盟に加入。

## 参加作品

### テレビアニメ
2011年
- ドラえもん（2011年 - ）

2016年
- アイカツスターズ!（2016年 - 2017年）
- こねこのチー ポンポンらー大冒険（2016年 - 2017年） - シリーズ構成

2017年
- ナナマル サンバツ
- 戦刻ナイトブラッド
- レゴ フレンズ

2018年
- アイカツフレンズ!（2018年 - 2019年）
- 踏切時間 - シリーズ構成
- こねこのチー ポンポンらー大旅行 - シリーズ構成

2019年
- アイカツオンパレード!（2019年 - 2020年）
- ちはやふる3

2020年
- のりものまん

2021年
- アイカツプラネット! - シリーズ構成
- 白い砂のアクアトープ

2022年
- 可愛いだけじゃない式守さん

2023年
- 薬屋のひとりごと（2023年 - 2025年）

2024年
- わんだふるぷりきゅあ!
- こねこのチー ポンポンらー夏休み - シリーズ構成
- 時々ボソッとロシア語でデレる隣のアーリャさん

2025年
- ギルドの受付嬢ですが、残業は嫌なのでボスをソロ討伐しようと思います - シリーズ構成

### Webアニメ
2019年
- メギド72 The short animation 長き戦旅の傍らで（YouTube） - シリーズ構成

2020年
- アイカツオンパレード! ドリームストーリー

2021年
- アイカツプラネット！ミラーイン☆ラボ（YouTube）

### 映画
2005年
- 天使が降りた日 ［第5話］DIARIES

2008年
- 天使のいた屋上（アステア）

2014年
- ヴァンパイアの泪（アルゴ・ピクチャーズ）

2022年
- 劇場版アイカツプラネット!

### テレビドラマ
2006年
- 夜王（TBS） - 脚本スタッフ

2007年
- パーフェクト・パートナー（WOWOW）

2009年
- ザ・休み時間（ディズニー・チャンネル）

2011年
- 借王〜運命の報酬〜（WOWOW）　-　脚本協力

2012年
- 離婚式〜人前でサヨナラを誓う夫婦たち〜（NHK BSプレミアム）
- 息もできない夏（フジテレビ）

2013年
- さんすう刑事ゼロ（NHK Eテレ）
- 方言彼氏。（テレ玉・チバテレ）

2014年
- 慰謝料弁護士〜あなたの涙、お金に変えましょう〜（読売テレビ・日本テレビ）
- スマホ・リアル・ストーリー（NHK総合）
- 女はそれを許さない（TBS）

2015年
- モンキーパーマIII（tvk）
- 高校講座 お悩み解決！ベーシック数学（NHK　Eテレ）
- BARレモン・ハート（BSフジ）

2016年
- BARレモン・ハートSEASON2（BSフジ）

### 舞台
2008年
- ロストデイズ（赤坂レッドシアター）

2010年
- 恋ばば十四歳！（池袋グリーンシアター）

2011年
- 12人の優しい殺し屋〜狙われた豪華客船〜（青山円形劇場）
- The Night OF Chｒistmouse〜クリスマウスの夜〜（新宿スペース107）

2012年
- ガールズプリズンオペラ（テアトルボンボン）

2016年
- 清らかな水のように〜私たちの1945〜（ワーサルシアター）

### 小説・書籍
2008年
- マネたま（携帯小説）
- プリズムリズム（携帯小説）

2010年
- ニューヨークエルストーリー（小説）

2011年
- ハツヨル（漫画原作）

2013年
- 恋するモンスター（絵本）

2016年
- 英語補助教材『Welcome to Tokyo』

### その他
2013年
- 妖精おじさん（WOWOW） - 企画協力 ※携帯ゲーム

2017年
- 基礎英語1（2017年 - 2018年、NHK） - スキット執筆

2018年
- 基礎英語1（2018年 - 2019年、NHK） - スキット執筆